# 金成日
金 成日（キム・ソンイル、朝鮮語: 김성일）は、朝鮮民主主義人民共和国の政治家。朝鮮労働党中央委員会委員、最高人民会議外交委員会委員。咸鏡南道党委員会委員長などを歴任した。

## 経歴
出生地や生年月日は不明。2016年5月9日に開催された朝鮮労働党第7次大会で朝鮮労働党中央委員会委員に選出され、咸鏡南道党委員会委員長に任命された。2019年3月に最高人民会議第14期代議員に選出され、同年4月11日に開催された最高人民会議第14期第1回会議で、最高人民会議外交委員会委員に選出された。2020年9月5日に開催された党中央委員会政務局拡大会議で、同年8月に発生した台風9号の影響により咸鏡南道が甚大な被害を受けた責任を問われ、咸鏡南道党委員会委員長を解任された。

## 参考サイト
- 북한정보포털

| 先代太宗秀 | 咸鏡南道党委員会委員長2016年 - 2020年 | 次代李正南 |